# تشيز كيك أوريو
تشيز كيك أوريو (بالإنجليزية: Oreo cheese cake)‏ نوع مميّز من التشيزكيك، يحضّر من بسكويت الأوريو والزبدة. تحضّر الحشوة من جبن الكريم، الساور كريم، السكر، البيض، الدقيق، بسكويت الأوريو، الفانيليا والملح.
تحتوي قطعة التشيز كيك اوريو (100غ تقريباً) على المعلومات الغذائية التالية:
- السعرات الحرارية: 767
- الدهون: 46
- الدهون المشبعة: 22
- الكوليسترول: 166
- الكاربوهيدرات: 84
- البروتينات: 13

## طريقة التحضير
يتم فصل حشو البسكويت عن البسكويت نفسه، ثم نقوم بطحن البسكويت وتقليبه مع الزبدة ليصبح القوام رمليًا، نصنع طبقة من خليط البسكويت والزبدة في قاع وحواف صنية التحضير ونتركها لتبرد.
نخلط باقي المكونات: حشو البسكويت / الجبن الكريمي / الساور كريم / السكر / 2 بيضة / الدقيق / ملعقة من البسكويت المطحون / ملعقة صغيرة من الفانيليا / رشة ملح. تخلط المكونات جيدًا ثم تصب فوق قاعدة البسكويت.
تترك في الفرن من 15 : 20 دقيقة على درجة حرارة متوسطة. وتقدم باردة.